# Dag-Inge Ulstein
Dag-Inge Ulstein (né le 4 décembre 1980 à Sula) est un homme politique norvégien, affilié au Parti populaire chrétien (KrF).

## Carrière
Entre 2013 et 2014, il est conseiller municipal pour les investissements sociaux, immobiliers et territoriaux de la commune de Bergen. Il se retire avec son parti à la suite d'un désaccord sur un projet de construction de train léger sur rail jusqu'à Åsane. Après les élections locales de 2015 (en), il est conseiller municipal pour les finances, jusqu'en 2018.
Entre 2019 et 2021, il est ministre du Développement International (en) dans le gouvernement Solberg.
En 2021, lors des élections législatives, il est élu député du Hordaland pour la période 2021-2025. Il est membre de la Commission sur les Affaires étrangères et la Défense. En juin 2024, il annonce qu'il ne se représentera pas lors des élections de 2025.
En 2021, Ulstein est aussi élu en tant que Premier député leader dans le Parti populaire chrétien. Il est réélu à ce poste en 2023. 
Après avoir initialement exclu sa candidature au poste de dirigeant du parti (dont il assure l'intérim durant août 2024), il est finalement élu le 25 janvier 2025.

## Vie privée
Ulstein a été le chanteur du groupe de pop chrétien Elevate et le chanteur principal du groupe Electric City.